# Гердейна
«Гердейна» (итал. Gherdëina) — итальянский хоккейный клуб из коммуны Сельва-ди-Валь-Гардена. Основан в 1927 году. Выступает в Альпийской хоккейной лиге. Домашние матчи проводит в ледовом дворце Пранивес.

## История
Хоккейная команда «Ортизеи» из коммуны Ортизеи была основана в 1927 году. Под этим названием команда выступала до 1965 года, после чего сменила название на «Грёден». Команда выступала на естественном катке. В 1968 году в Ортизеи была построена ледовая арена «Сетил», на которой стал выступать клуб. В 1969 году клуб завоевал первое в своей истории скудетто. В 1999 году в результате оползня ледовая арена клуба была разрушена. В сезоне 2000/01 команда не выступала, а со следующего сезона переехала в Сельва-ди-Валь-Гардену на ледовую арену «Пранивес», объединившись со своим фарм-клубом «Сельва-Волькенштейн» из этого города. Объединённая команда стала выступать под наименованием «Гердейна» в Серии В. В 2014 году команда вернулась в Серию А, а с 2017 года выступает в Альпийской хоккейной лиге.

## Достижения
- Серия А
  - Чемпион (4)   : 1969, 1976, 1980, 1981